# Виногоров, Иван Александрович
Ива́н Алекса́ндрович Виного́ров (23 июня 1920, Энербал, Уржумский уезд, Вятская губерния, РСФСР ― 19 июня 2012, Йошкар-Ола, Марий Эл, Россия) ― марийский советский деятель культуры. Директор Марийской государственной филармонии имени Я. Эшпая (1965―1981). Заслуженный работник культуры Российской Федерации (2000). Участник Великой Отечественной войны. Член ВКП(б) с 1943 года.

## Биография
Родился 23 июня 1920 года в дер. Энербал ныне Куженерского района Марий Эл. В 1939 году окончил Новоторъяльское педагогическое училище.
В ноябре 1939 года призван в Красную Армию. Участник Великой Отечественной войны: в 1943 году окончил Высшие стрелково-тактические курсы в Иркутске, командир пулемётной роты на западных фронтах войны, лейтенант. Был тяжело ранен. В 1943 году вступил в ВКП(б). В июне 1947 года уволился из армии. Награждён орденами Отечественной войны II степени и Красной Звезды и медалями.
По возвращении в Йошкар-Олу стал заведующим парткабинетом Министерства государственной безопасности Марийской АССР, с 1952 года ― заведующий отделом Йошкар-Олинского горкома КПСС. В 1951 году окончил Горьковскую партийную школу и Марийский педагогический институт имени Н. К. Крупской (экстерном). Руководитель в сфере культуры Марийской республики: с 1953 года ― директор Маркнигоиздата, с 1958 года  ― директор Дома народного творчества Йошкар-Олы, в 1965―1981 годах ― директор Марийской государственной филармонии. Приняв филармонию, незавидную по творческим и финансовым показателям, вывел её в число ведущих в стране. В 1980 году получил известность как организатор фестиваля «Марийская осень».
Известен и как драматург и публицист: автор одноактных пьес, книг воспоминаний «Живая легенда» (2001), «Кугу сарын тулжо вошт» («В огне Великой войны», 2005).
В 1971 году ему было присвоено почётное звание «Заслуженный работник культуры Марийской АССР», в 2000 году ― звание «Заслуженный работник культуры Российской Федерации». Награждён почётными грамотами Президиума Верховного Совета РСФСР и Марийской АССР (трижды).
Скончался 19 июня 2012 года в Йошкар-Оле.

## Звания и награды
- Заслуженный работник культуры Российской Федерации (2000)[2][3][4]
- Заслуженный работник культуры Марийской АССР (1971)[2][3][4]
- Орден Отечественной войны II степени (06.04.1985)
- Орден Красной Звезды (17.04.1944)
- Юбилейная медаль «За доблестный труд. В ознаменование 100-летия со дня рождения Владимира Ильича Ленина»[4]
- Почётная грамота Президиума Верховного Совета РСФСР (1965)[2][3][4]
- Почётная грамота Президиума Верховного Совета Марийской АССР (1957, 1964, 1981)[2][3][4]